# Matthieu de La Teulière
Matthieu de La Teulière était un homme de lettres et un amateur d'art français, né vers 1622, et mort à Rome le 16 août 1702. 

## Biographie
Matthieu de La Teulière a été au service de la famille de La Rochefoucauld. En 1675, il est le gouverneur des fils de François VII de La Rochefoucauld. Le fils aîné, François VIII de La Rochefoucauld, duc de La Roche-Guyon, se marie en 1679 avec Madeleine-Charlotte Le Tellier de Louvois, fille de François Michel Le Tellier marquis de Louvois, ministre de Louis XIV. 
Il fait un tour d'Europe, aux Pays-Bas, au Danemark, dans le Saint-Empire et en Italie, à Gênes, à Rome et à Venise, avec les fils du prince de Marcillac, dont le duc de La Roche-Guyon, en 1681-1682. Il rend compte à Louvois de ce voyage et achète pour le ministre des statues pour décorer le château de Meudon.
À la mort de Jean-Baptiste Colbert, le 6 septembre 1683, Louvois est nommé surintendant des Bâtiments, charge qui le faisait protecteur de l'Académie royale de peinture et de sculpture. Louvois le nomme directeur de l'Académie de France à Rome en remplacement de Charles Errard qui avait été nommé par Colbert. Il reçoit 1 000 francs le 18 octobre 1683 pour son voyage à Rome.
Matthieu de La Teulière a été directeur de l'Académie de France à Rome de 1684 à 1699. En 1683, Errard avait choisi d'installer l'Académie de France dans le palais Caffarelli. La Teulière fait déménager l'Académie de France dans le palais Capranica, voisin du palais Caffarelli, en 1684.
À la mort d'Édouard Colbert de Villacerf, le 17 octobre 1699, Jules Hardouin-Mansart est nommé surintendant des Bâtiments du Roi. Il nomme le peintre René-Antoine Houasse directeur de l’Académie de France. Matthieu de La Teulière reste à Rome où il meurt en 1702.